# Aspila parana
Aspila parana là một loài bướm đêm trong họ Noctuidae.